# Lacaria araucanaria
Lacaria araucanaria är en fjärilsart som beskrevs av Orfila och Schajovski 1960. Lacaria araucanaria ingår i släktet Lacaria och familjen mätare. Inga underarter finns listade i Catalogue of Life.